# Адзума Сера
Сера Адзума (20 серпня 1999 , Вакаяма ) — японська фехтувальниця на рапірах, бронзова призерка Олімпійcьких ігор 2024 року.

## Виступи на Олімпіадах
| Олімпіада  | Дисципліна           | Місце |
| ---------- | -------------------- | ----- |
| Токіо 2020 | індивідуальна рапіра | 17    |
| Токіо 2020 | командна рапіра      | 6     |
| Париж 2024 | індивідуальна рапіра | 19    |
| Париж 2024 | командна рапіра      | 3     |